# Dschalāl Āl-e Ahmad

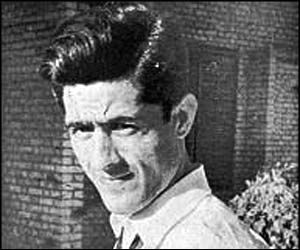
Dschalāl Āl-e Ahmad in Teheran

Dschalāl Āl-e Ahmad oder Dschalal Al-e Ahmad (anhörenⓘ englisch Jalal Al-e Ahmad; arabisch-persisch جلال آل احمد, DMG Ǧalāl Āl-e Aḥmad; * 2. Dezember 1923 in Teheran; † 9. September 1969 ebenda) war ein iranischer Schriftsteller der Moderne.
Er verfasste unter anderem zahlreiche Romane, Novellen, Kurzgeschichten sowie Essays und übersetzte ferner mehrere literarische Werke europäischer Autoren ins Persische. Sein Werk kennzeichnet eine sozialkritische Haltung und ein ironischer, bisweilen sarkastischer Erzählstil. Āl-e Ahmad war mit der Literatin Simin Daneschwar verheiratet.

## Leben
Dschalāl Āl-e Ahmad wurde 1923 als Sohn eines schiitischen Religionsgelehrten in Teheran geboren. Nach Besuch einer staatlichen Schule und einer Ausbildung als Lehrer, die er 1946 abschloss, studierte er Persische Literatur an der Universität Teheran. Danach schloss er sich bis 1948 der Tudeh-Partei an, von der er sich später jedoch wieder distanzierte. Später unterstützte er die nationale Bewegung Mossadeghs zur Selbstverwaltung der Ölwirtschaft des Landes. Nach der Operation Ajax wurde Āl-e Ahmad mehrere Jahre inhaftiert.
1950 heiratete er die Literatin Simin Dāneschwar. Bis 1962 veröffentlichte er fünf Bände von Kurzgeschichten, drei Romane, mehrere Essays, Reiseberichte und Monographien, in denen er das Leben und die Kultur der armen Bevölkerung in den entlegenen Gebieten des Landes, wie der Insel Charg, dokumentierte.
In seinen Werken thematisiert Āl-e Ahmad unter anderem den Aberglauben der einfachen Bevölkerung und die Verwestlichung des Landes. Sein 1962 veröffentlichter Essay Gharbzadegi hatte großen Einfluss auf den intellektuellen Diskurs im Iran. Dort beschreibt er die Verwestlichung Irans als Krankheit, die Übernahme westlicher Ideen und Dinge erfolge aber gleichfalls gedankenlos. Einzig die schiitische Geistlichkeit (die Rechtsgelehrten) entzöge sich diesem Einfluss. Diese Ausführungen wurden vor allem durch die Weiterentwicklung Ali Schariatis schließlich zur theoretischen Grundlage der Islamischen Revolution 1979. Das titelgebende Schmähwort Gharbzadegi ist ein Kofferwort aus „Vergiftung“ und „Verwestlichung“ im Sinne von Westoxifizierung oder Okzidentose. Das Adjektiv gharbzadeh bedeutet „verseucht vom Westen“. Da Dschalāl Āl-e Ahmad hat es einer Schrift des Philosophen und persischen Heideggerianers Ahmad Fardid aus den vierziger Jahren entnommen und in seinem Essay zu einer wirkmächtigen Parole fortentwickelt.
Dschalāl Āl-e Ahmad starb 1969, nach Aussagen seiner Frau Simin Dāneschwar an den Folgen des Alkohol- u. Tabakmissbrauchs bzw. offiziell an einer Lungenembolie. Sie widersprach Gerüchten, die den SAVAK für seinen Tod verantwortlich machen vehement.
Nach ihm ist der Jalal Al-Ahmad literary award des Iran Book House benannt.

## Werk (Auswahl)

### Romane und Novellen
- The school principal („Der Schuldirektor“)
- The Tale of Beehives („Die Erzählung vom Bienenstock“)
- The Cursing of the Land („Der Fluch des Landes“ oder „Der Fluch der Erde“), Roman (1967)
- A Stone upon a Grave („Ein Stein auf einem Grab“)

### Kurzgeschichten
- The setar („Die Setar“)
- Of our suffering („Über unser Leid“)
- Someone else's child („Das Kind einer anderen“)
- Pink nail-polish („Rosa Nagellack“)
- The Chinese flower pot („Der chinesische Blumentopf“)
- The postman („Der Postbote“)
- The treasure („Der Schatz“)
- The Pilgrimage („Die Pilgerreise“)
- Sin („Sünde“)
- Pandsch dāstān („Fünf Erzählungen“), Teheran 1976
  - Der amerikanische Ehemann (deutsch von Tuka Ramin), in: die horen 26 (1981), 2, Ausgabe 122, S. 146–150

### Essays
- Seven essays („Sieben Essays“)
- Plagued by the West (Gharbzadegi; deutsch „Die Verwestlichung“) („Geplagt vom Westen“) 1962

### Monographien
- Die Tati
- Khark, die einzigartige Perle des Persischen Golfs

### Reiseberichte
- A Straw in Mecca („Eine Reise nach Mekka“)
- A Journey to Russia („Eine Reise nach Russland“)
- A Journey to Europe („Eine Reise nach Europa“)
- The Land of Azrael („Das Land Azrael“)
- A Journey to America („Eine Reise nach Amerika“)

### Übersetzungen
- Der Spieler, Fjodor Dostojewski
- Der Fremde, Albert Camus
- Über die Linie, Ernst Jünger[8]
- Die schmutzigen Hände, Jean-Paul Sartre
- Zurück aus Sowjetrussland, André Gide
- Die Nashörner, Eugène Ionesco

Quelle:

## Deutsche Ausgaben
- Touradj Rahnema (Hrsg.): Einer aus Gilan. Kritische Erzählungen aus Persien. Edition Orient, Berlin 1984, ISBN 978-3-922825-18-0